# 戈加涅齊山 (戈爾加內山脈)
48°41′41.1″N 23°50′16.8″E / 48.694750°N 23.838000°E

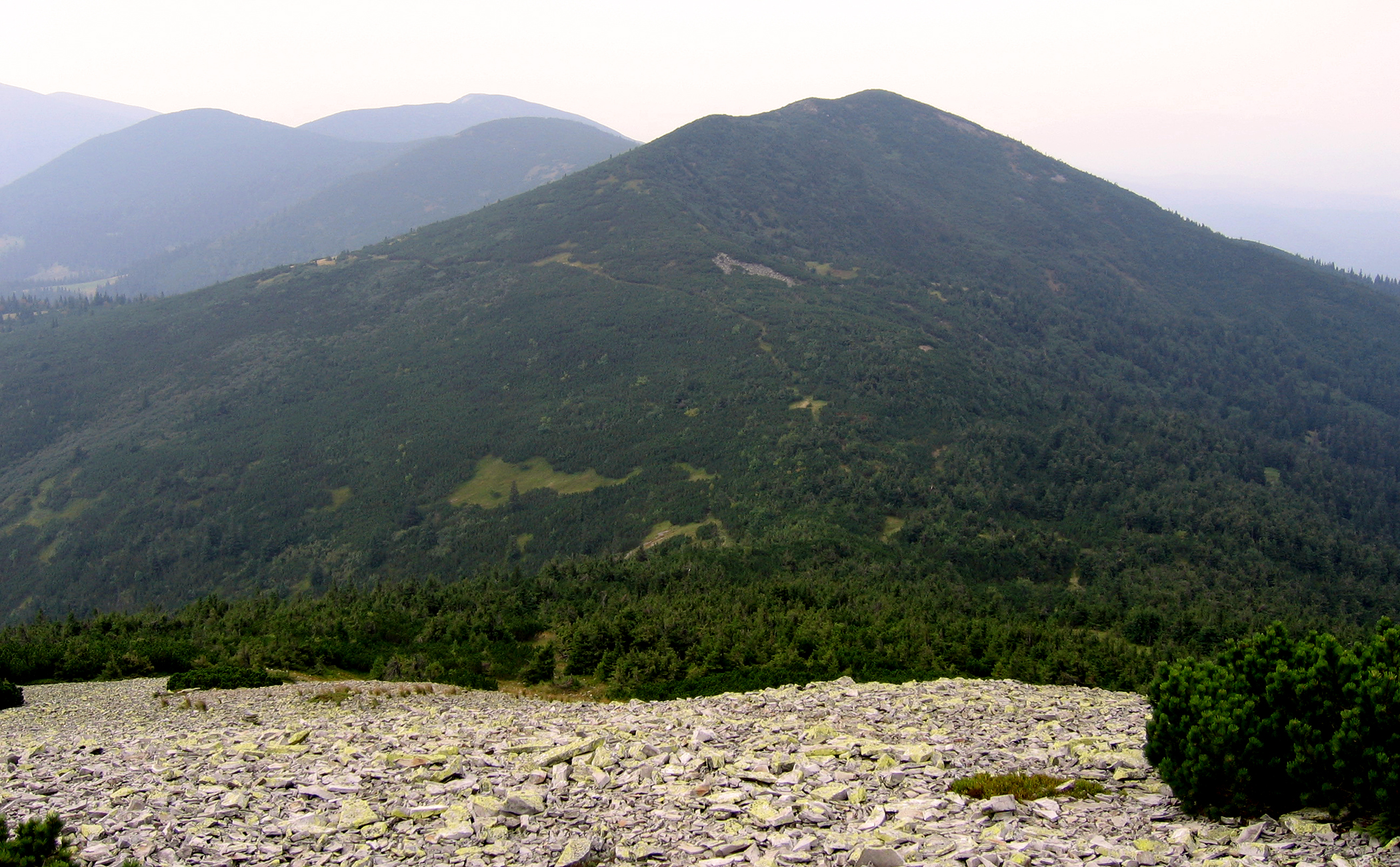

波哈内茨山（烏克蘭語：Поганець）是烏克蘭西部的山峰，屬於烏克蘭喀爾巴阡山脈中戈爾加內山脈的一部分。該山峰處於伊萬諾-弗蘭科夫斯克州的卡盧什區，海拔高度1,667米。